# لورن اژه
لورن اژه (انگلیسی: Lauren Egea؛ زادهٔ ۸ ژانویهٔ ۱۹۹۶) بازیکن فوتبال اهل اسپانیا است.
از باشگاه‌هایی که در آن بازی کرده‌است می‌توان به باشگاه فوتبال هرکولس اشاره کرد.